# Харківський ботанічний сад
Ботанічний сад ХНУ ім. В. Н. Каразіна — об'єкт природно-заповідного фонду м. Харкова загальнодержавного значення, найстаріший ботанічний сад України. Заснований у 1804 р., оголошений Постановою Радою Міністрів УРСР від 22 липня 1983 р., затверджений Постановою Кабінету Міністрів України від 12 жовтня 1992 р., розширений згідно з Указом Президента України від 9 грудня 1998 р. Загальна площа ботанічного саду становить 41,9 га, розташований по вул. Клочківська, 52 (5,5 га) та вул. Отакара Яроша, 24 (36,4 га).
В експозиціях відділів дендрології, природної флори, квітково-декоративних рослин відкритого ґрунту та тропічних і субтропічних рослин зібрані багатющі колекції, які є одними з найчисленніших в Україні. Колекція ботанічного саду включає релікти, рідкісні види місцевої та світової флори, екзоти. Кількість видів флори становить понад 2000.
Дендрарій закладений за ботаніко-географічним принципом і включає експозиції: «Європа», «Середземномор'я», «Сибір», «Далекий Схід», «Середня Азія», «Північна Америка», «Китай і Японія». Аборигенна флора представлена в експозиції «Північний схід України». Трав'янисті рослини природної флори в кількості понад 1000 видів представлені в експозиціях лікарських, ґрунтопокривних, гірських рослин та системі покритонасінних рослин України.
Вперше інтродуковано на північному сході України 1400 видів, форм та сортів деревно-чагарникових і трав'янистих рослин. У колекціях ботанічного саду вирощуються 15 видів рослин, занесених до Європейського Червоного списку, 95 видів рослин, включених до Червоної книги України, 77 видів-ендеміків, 650 видів лікарських рослин. Колекція квітково-декоративних рослин налічує понад 2000 видів та сортів, які вирощуються на монокультурних та комбінованих ділянках. В оранжерейному комплексі зібрано понад 2000 таксонів із різних куточків Земної кулі. Це рослини вологих тропічних лісів, вологих та сухих субтропіків, пустель і напівпустель. Науковий гербарій ботанічного саду налічує 36000 аркушів.

## Галерея фотографій

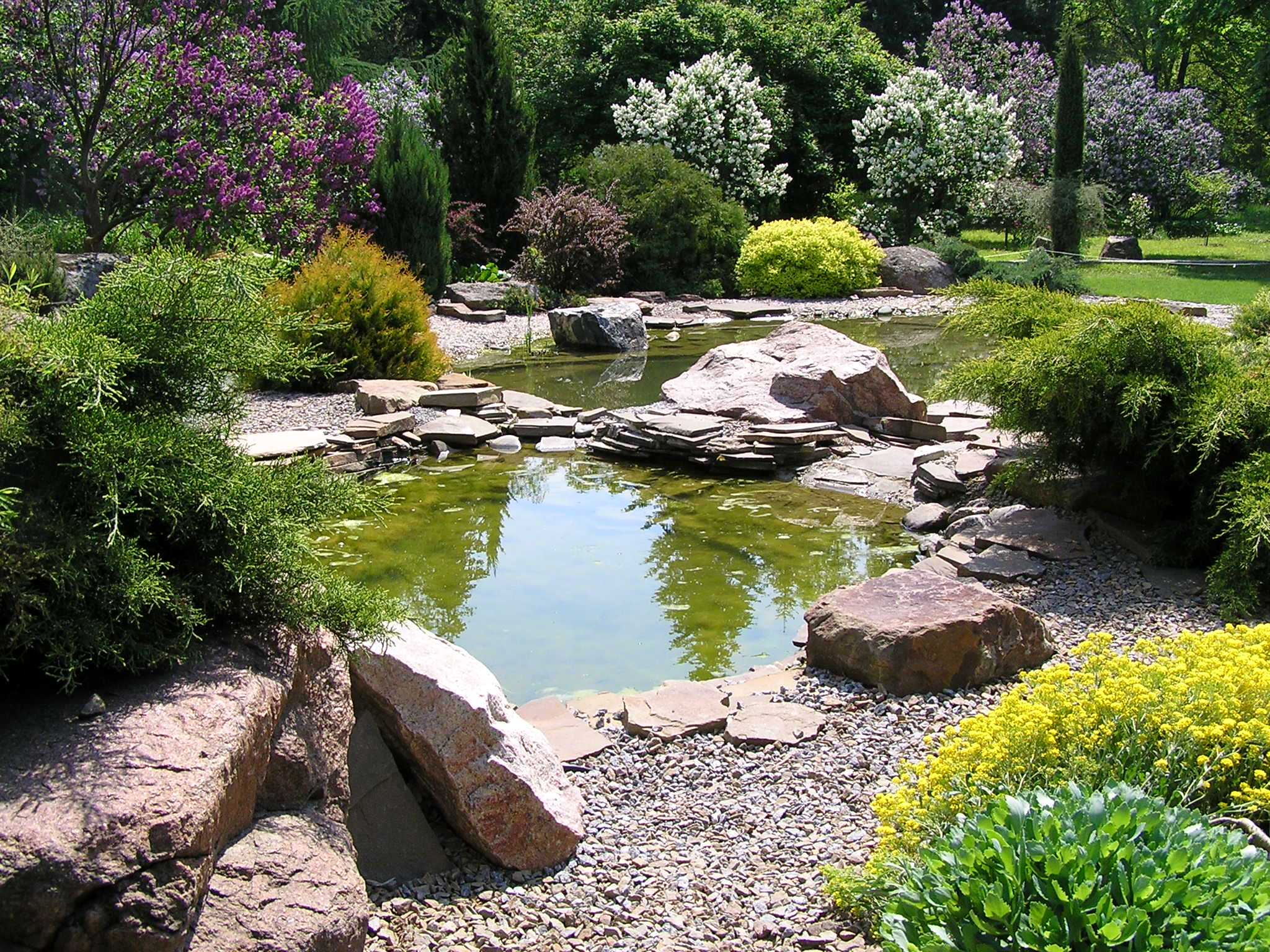
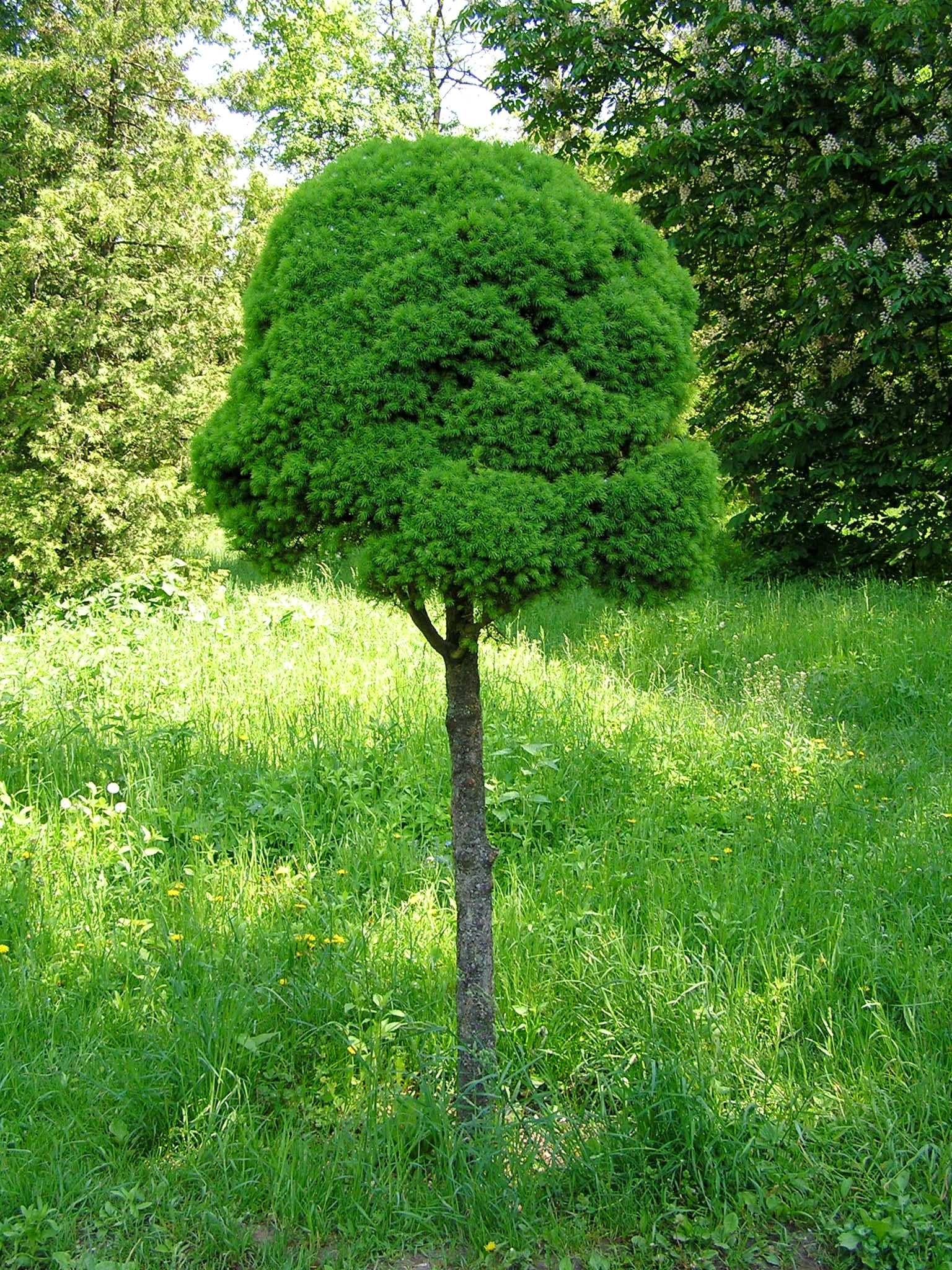
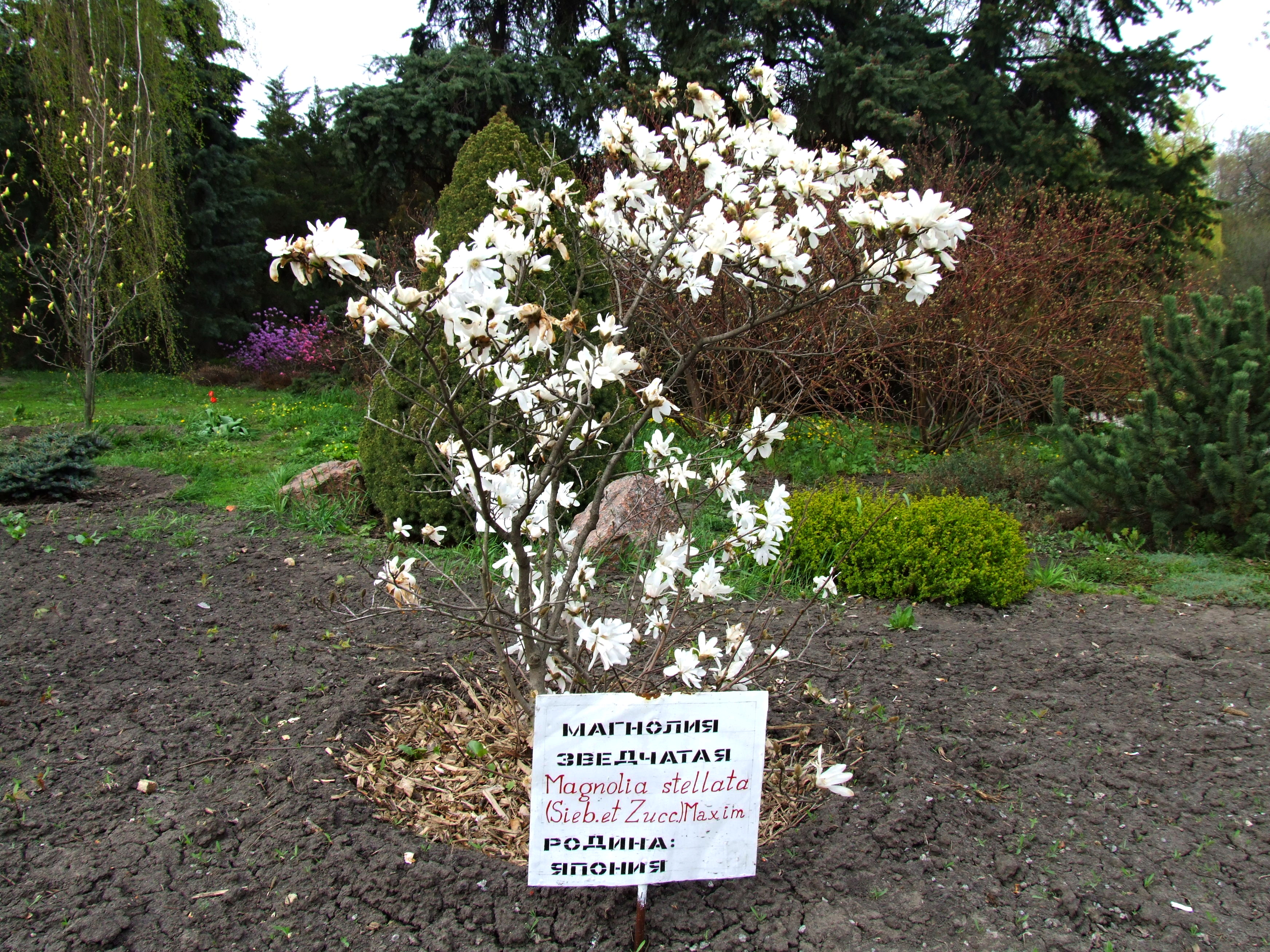
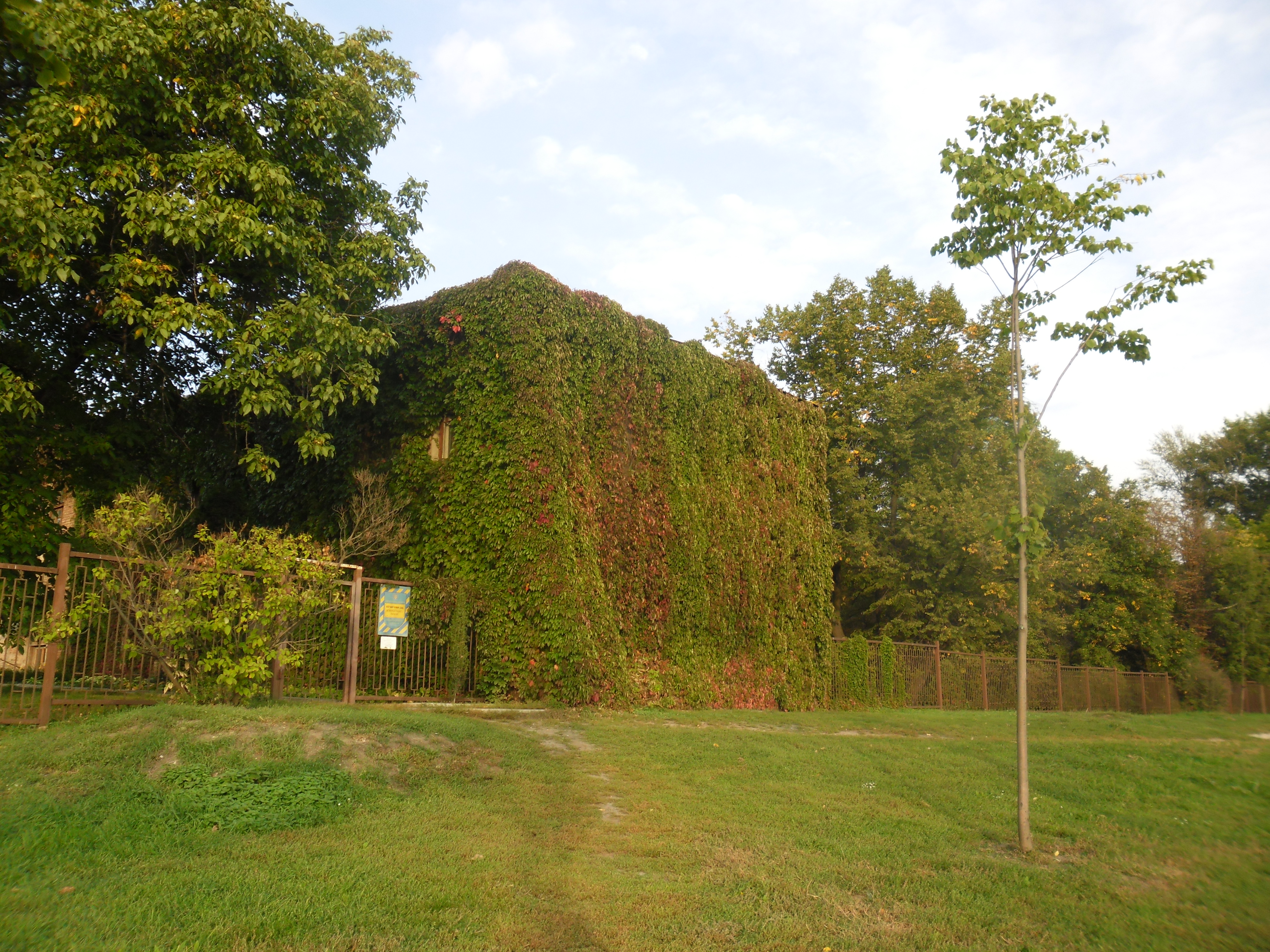
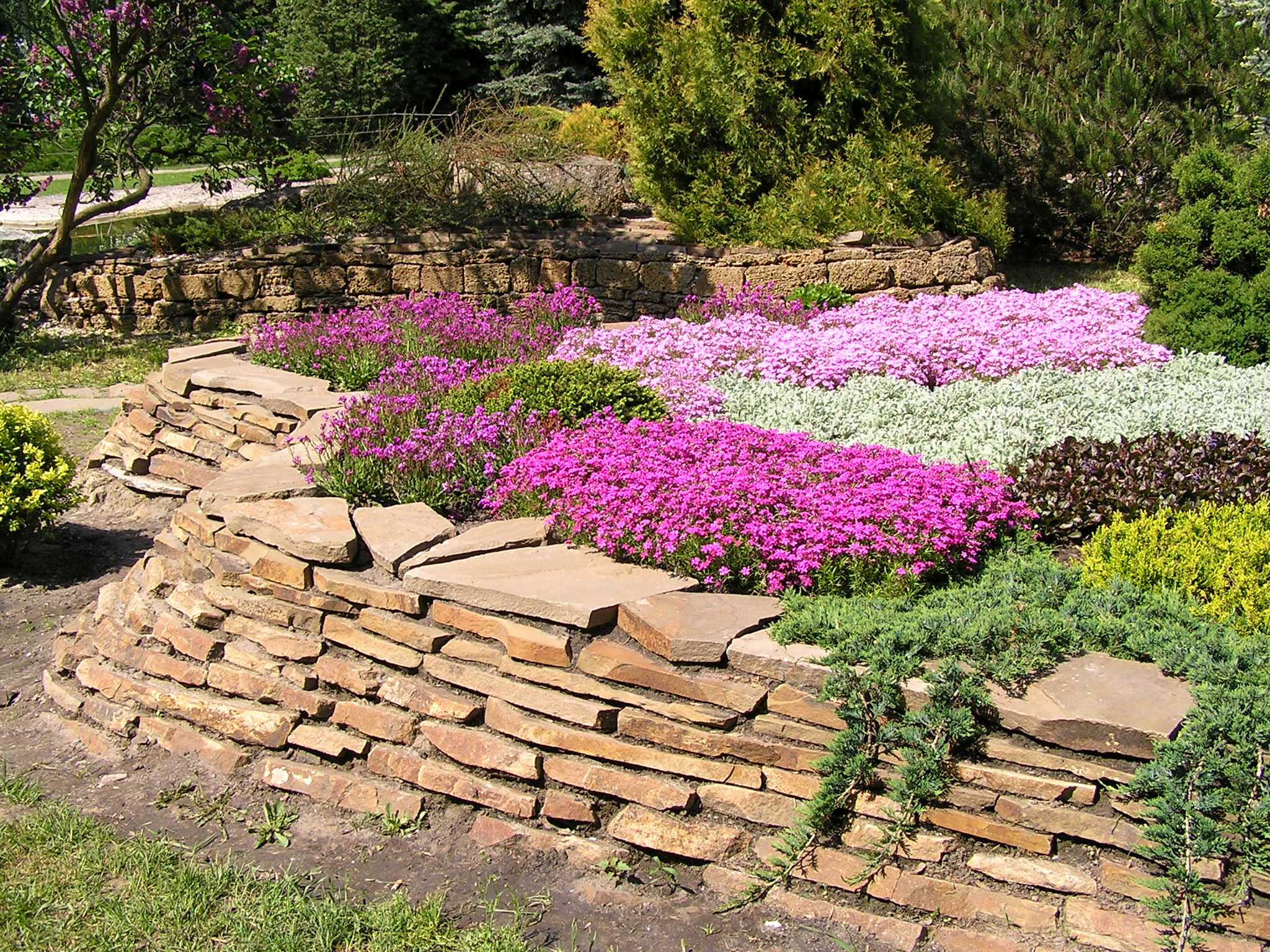
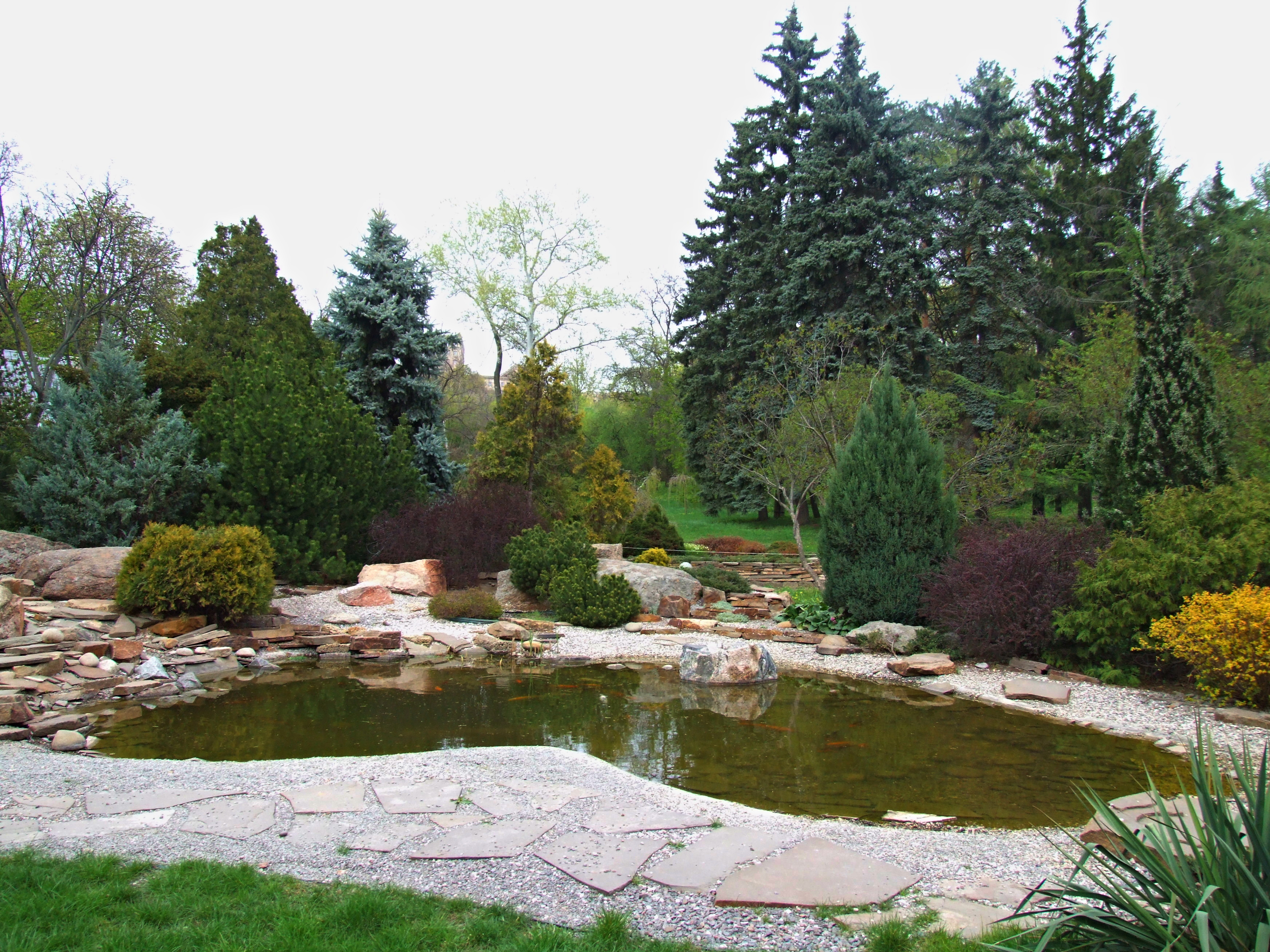
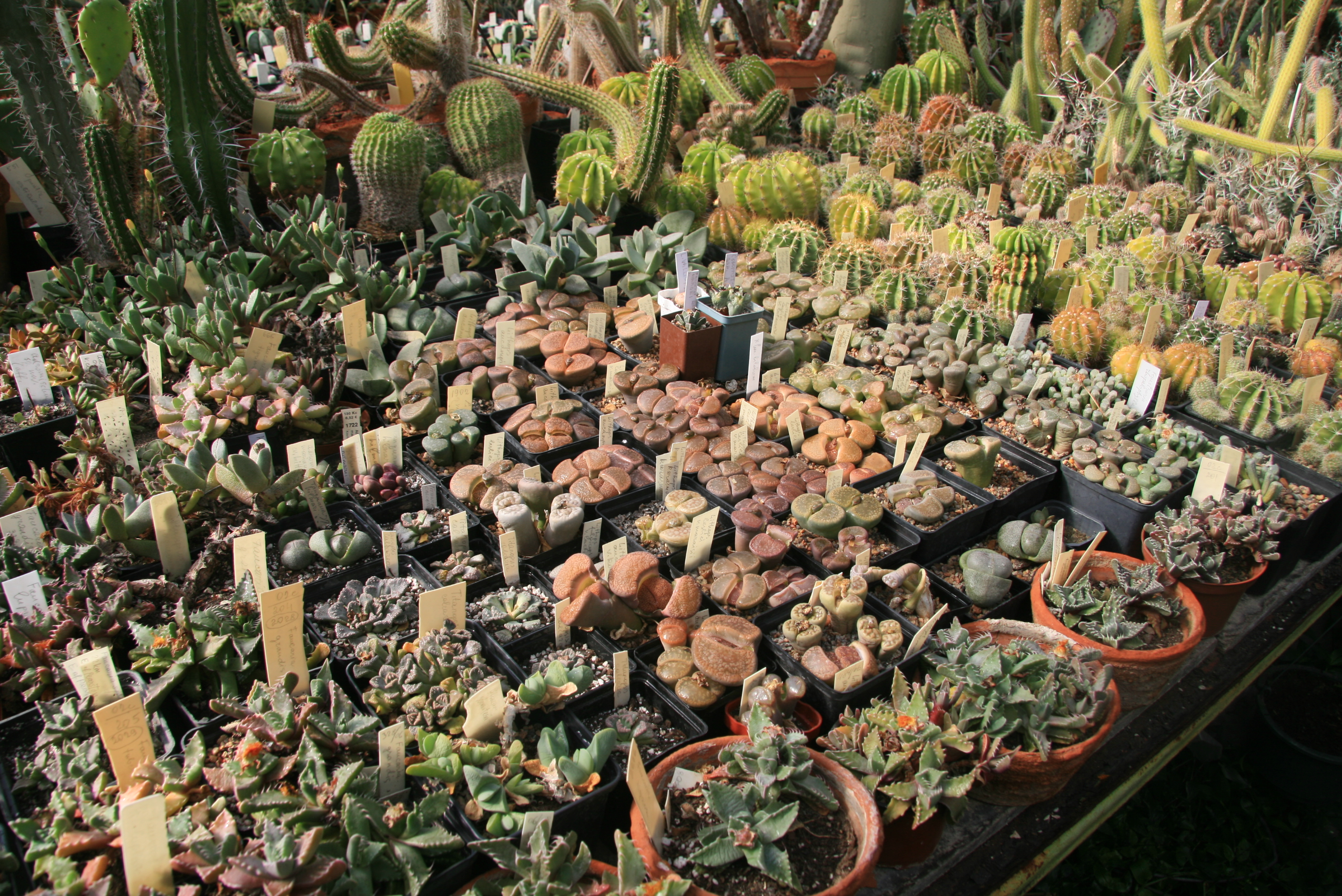
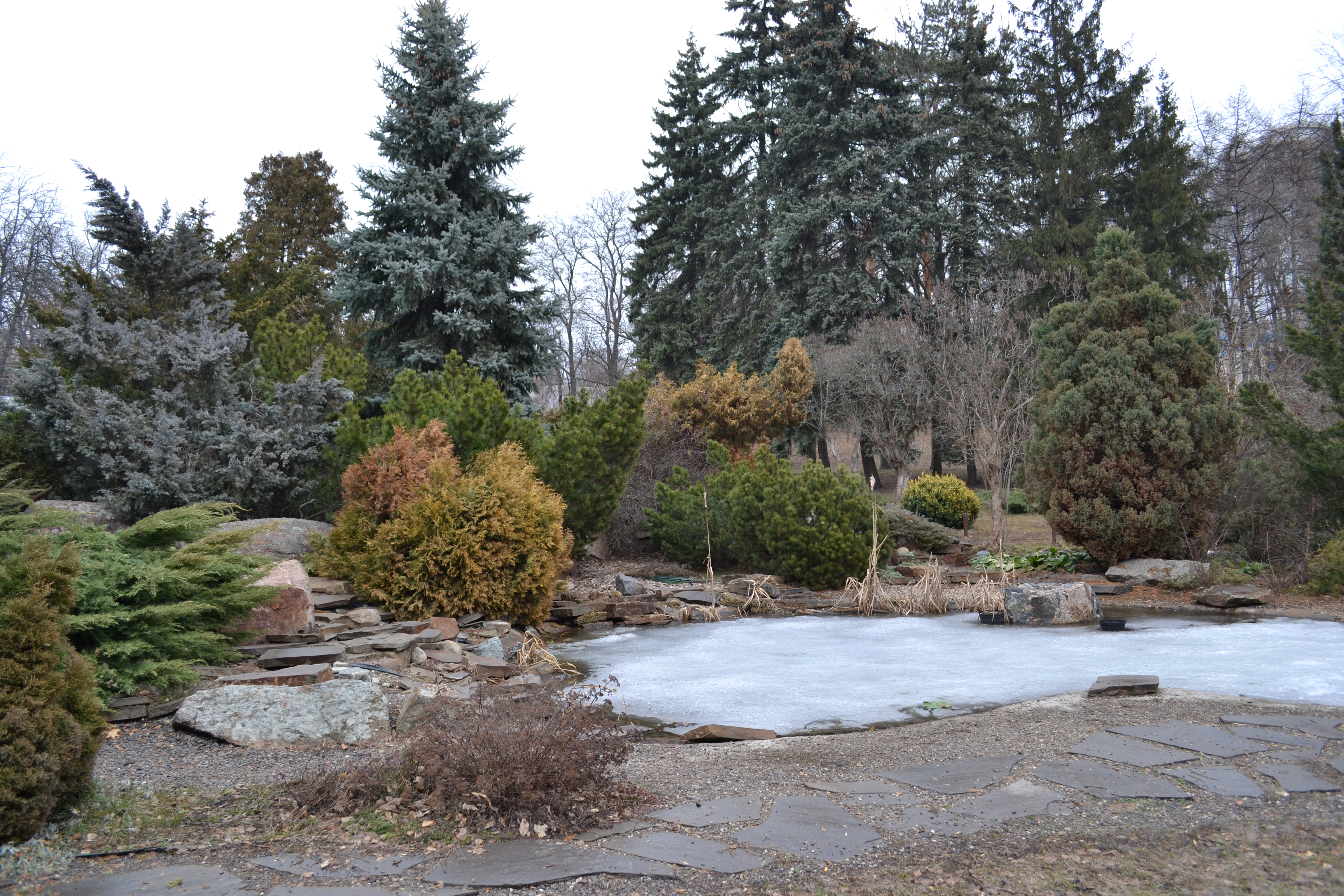
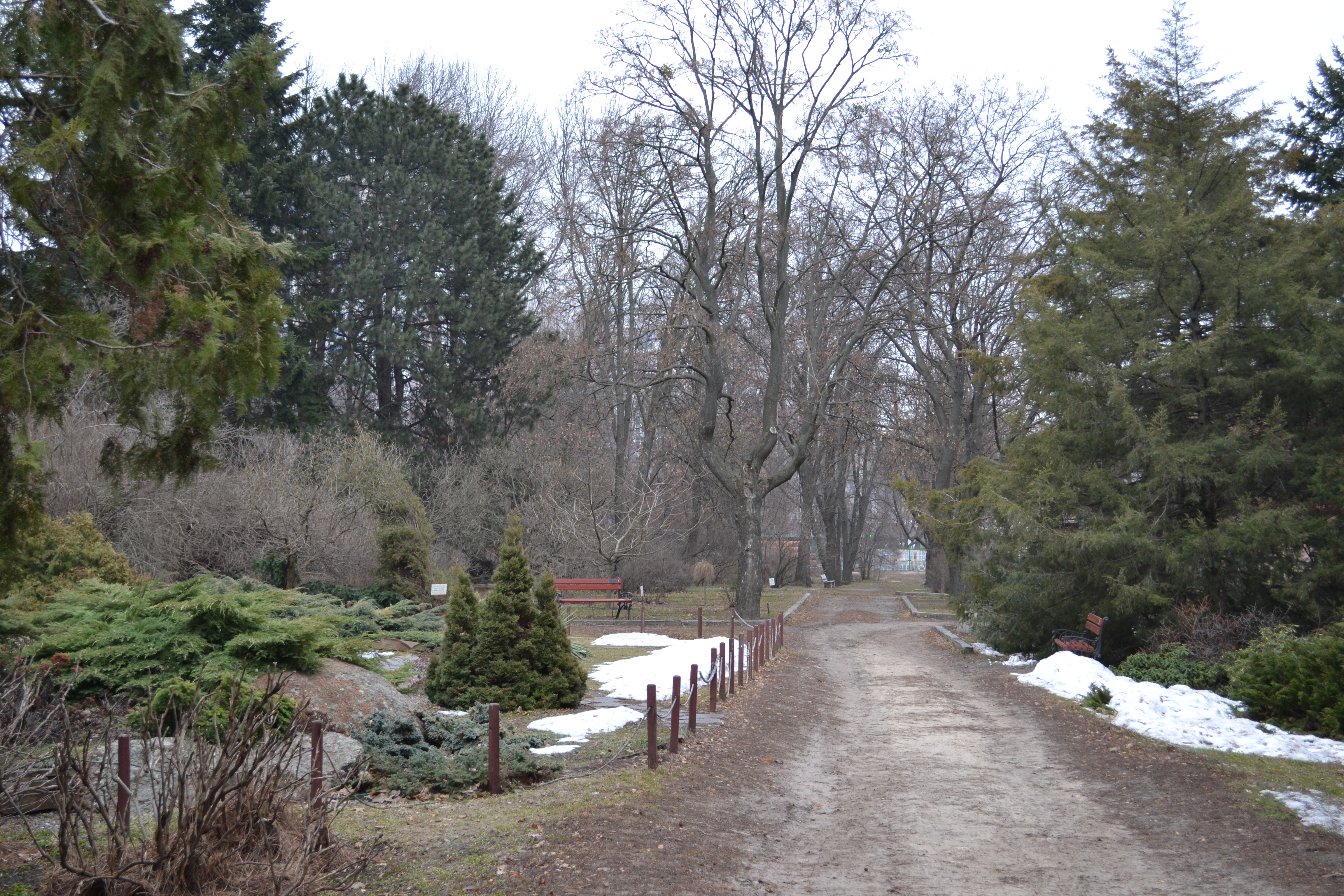
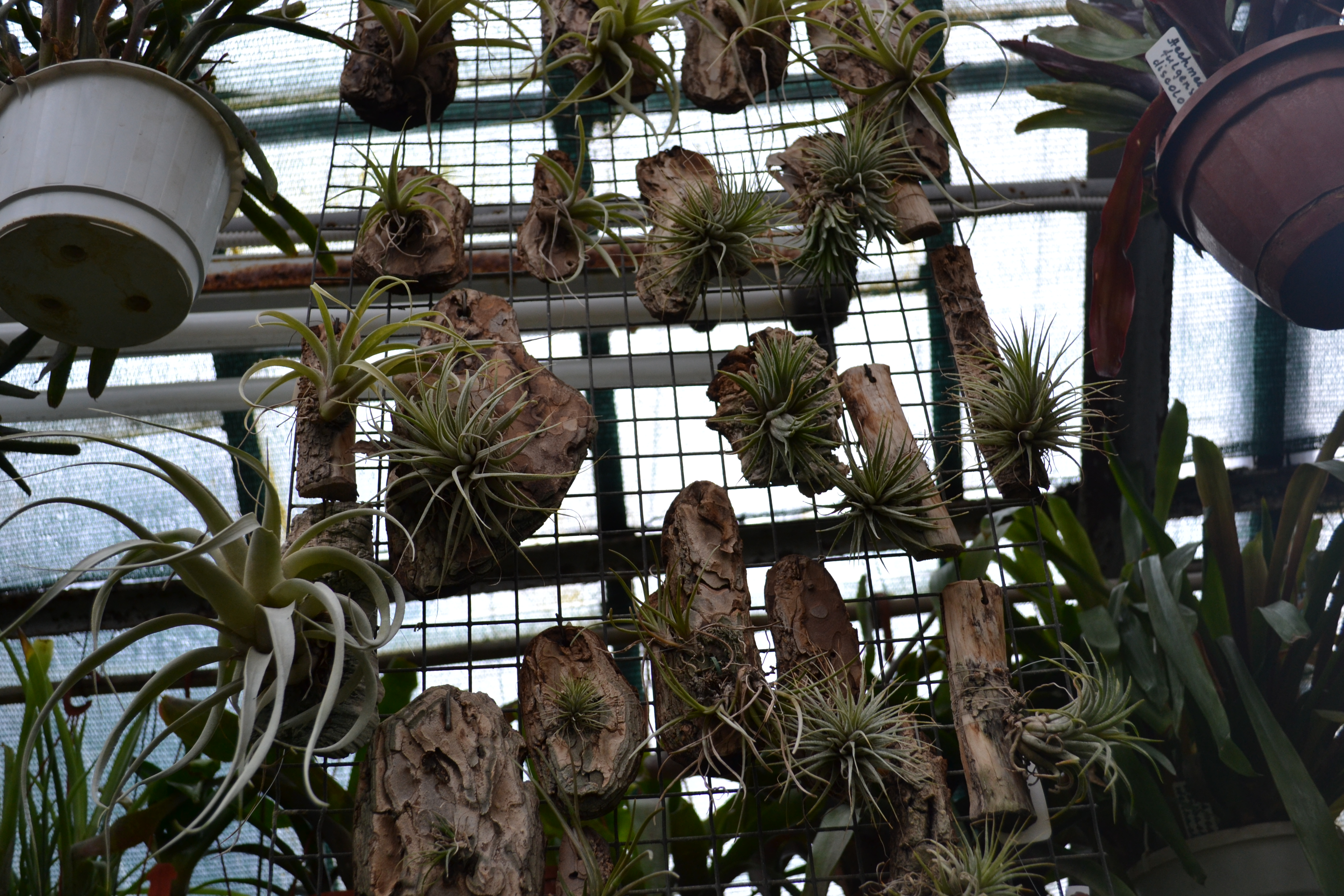
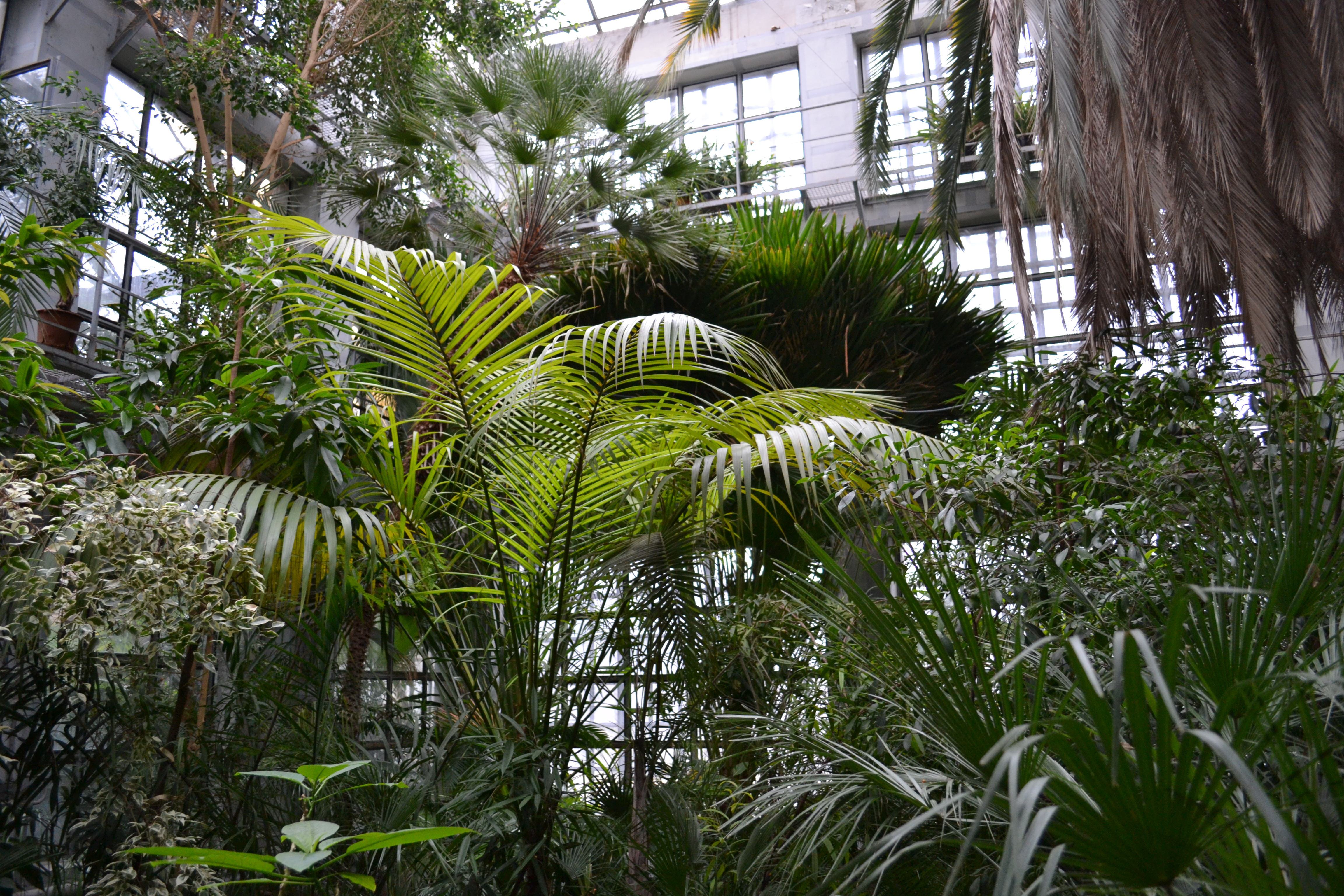
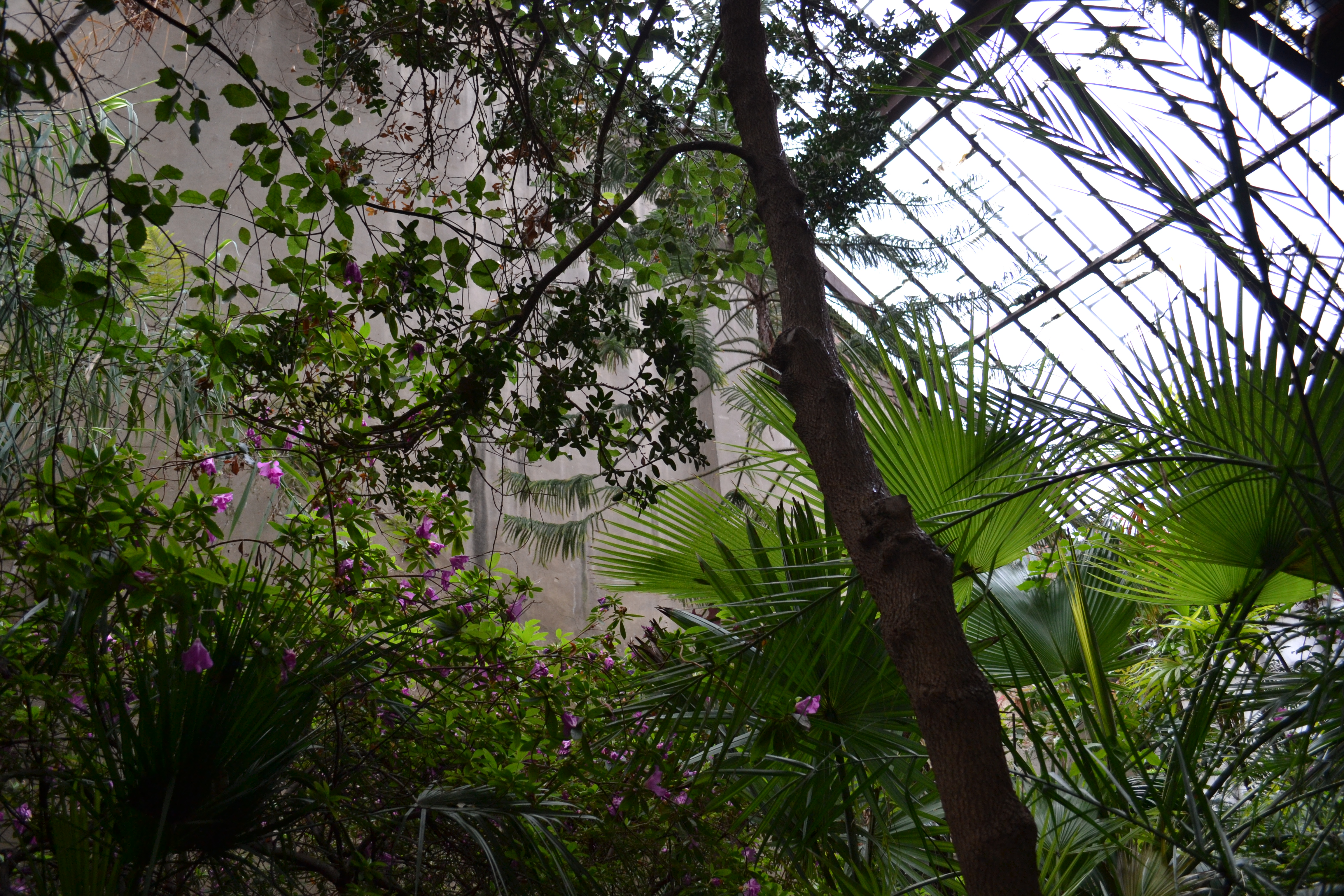
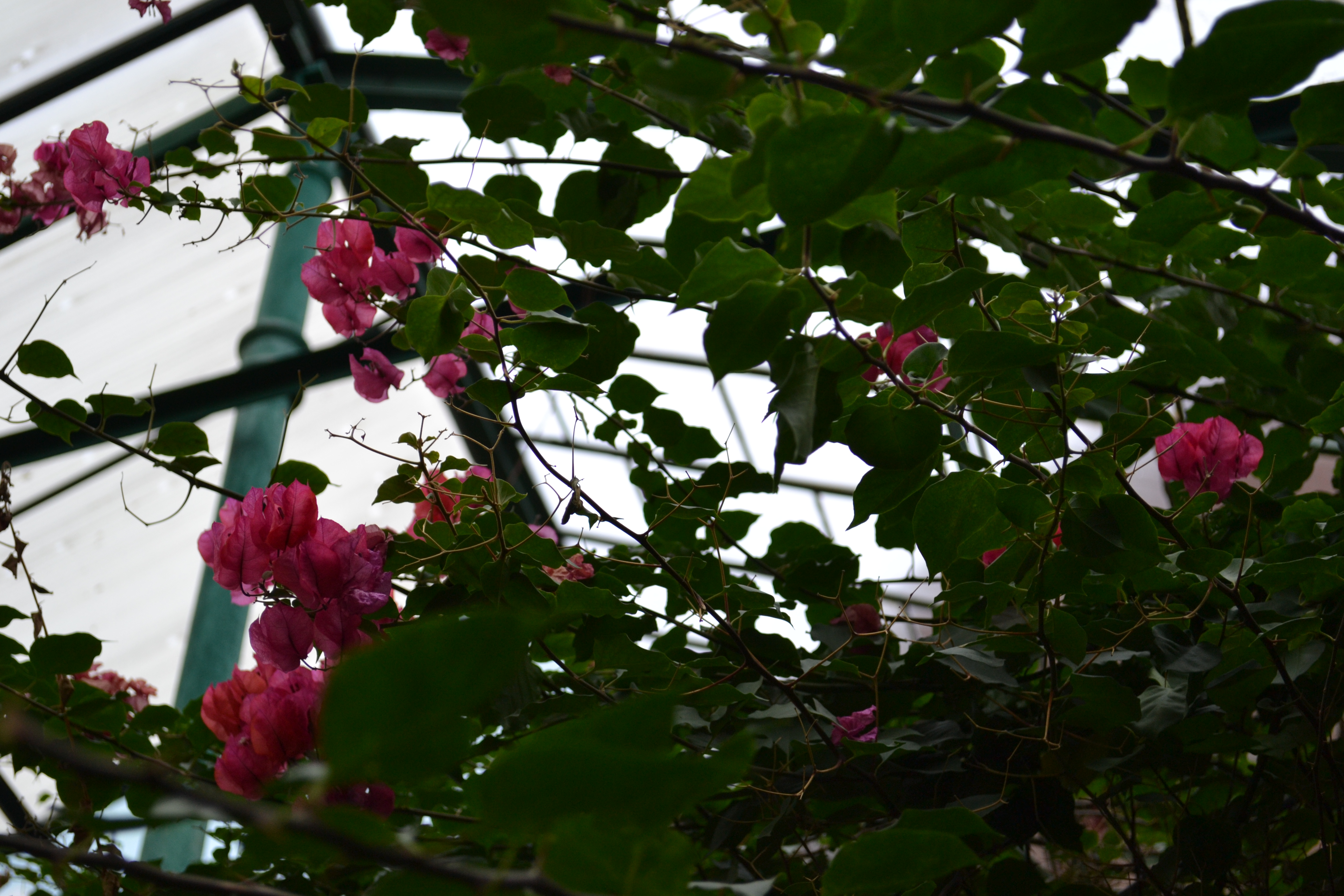